# Daniel Afriyie
Daniel Afriyie Barnieh (Kumasi, 26 giugno 2001) è un calciatore ghanese, attaccante dell'Aarau.

## Biografia
Nato nella regione Ashanti del Ghana, Afriyie è di etnia Akan per nascita e discendenza Ha frequentato la Dunyan Nkwanta JHS a Makranso e successivamente è passato alla Aduman Senior High School di Aduman per la sua istruzione secondaria. Ha come modello di riferimento gli attaccanti Ronaldo e Sergio Agüero.

## Carriera

### Club

#### Primi anni
Afriyie ha partecipato a numerosi provini nella regione di Ashanti. Ha iniziato all'Amansie FC prima di entrare a far parte della Celtic Academy di Kumasi, per poi trasferirsi al Valencia nel 2015.
Ha fatto un ulteriore passo avanti nella sua carriera trasferendosi nel Galaxy United in Ghana Division Two, dove ha giocato dal 2016 al 2017. Nel gennaio 2018 è passato al Rahimo FC, squadra di alto livello del Burkina Faso, dove ha aiutato il club a vincere la Premier League burkinabé nella stagione 2018-19 e ad assicurarsi la qualificazione alla CAF Champions League 2019-20. È tornato poi in Ghana ed è entrato a far parte dei Thunder Bolt in Ghana Division Two League prima di passare ai Madina Republicans nella stessa lega nel 2019. Nel dicembre 2019, ha effettuato un provino di quattro settimane con l'Asante Kotoko . Non è riuscito a superarlo dopo essere stato schierato fuori ruolo come attaccante centrale.

#### Hearts of Oak
Il mese successivo dopo essere stato scartato dall'Asante Kotoko ha avuto un'altra occasione per giocare per una squadra della Premier League ghanese venendo inserito nelle trattative tra Hearts of Oak e Abdul Aziz Nurudeen con cui condivideva lo stesso agente. Superato il provino il 15 gennaio 2020 ha firmato un contratto triennale in vista della Ghana Premier League 2019-20. Ha esordito il 19 gennaio 2020 nella vittoria in trasferta per 2-1 contro i Liberty Professionals.

#### Zurigo
Il 3 gennaio 2023 è entrato ufficialmente a far parte della squadra svizzera dello Zurigo per una cifra non rivelata, firmando un contratto fino a giugno 2026 con il club. La registrazione del giocatore è stata completata dopo la sua partecipazione al Campionato delle Nazioni Africane 2022 con la Nazionale del Ghana.

### Nazionale
Nell'ottobre 2019  ha ricevuto una convocazione nella squadra preliminare della nazionale under-23 del Ghana in vista della Coppa d'Africa Under-23 del 2019, poi persa in finale.
Nell'agosto 2020, è stato nominato nella squadra preliminare della nazionale under-20 del Ghana per il la Coppa delle Nazioni Africane 2021, che è servito anche come qualificazione per la Coppa d'Africa Under-20. È stato incluso nella squadra finale ed è stato nominato capitano della squadra. Ha guidato il Ghana a vincere il trofeo e qualificarsi per la Coppa d'Africa Under-20 del 2021. In finale, ha aiutato la squadra segnando il gol del pareggio su punizione di Percious Boah al 21 'dando il via alla rimonta sul Burkina Faso. Boah ha poi segnato il gol decisivo per suggellare la vittoria.
Ha fatto parte della rosa per la Coppa d'Africa Under-20 del 2021 e ha portato nuovamente il Ghana a vincere il torneo, successo che mancava dal 2009 con una doppietta in finale. Afriyie è stato premiato come migliore in campo.
Il 3 agosto 2021, dopo un ottimo inizio di stagione con gli Hearts of Oak ha ricevuto la sua prima convocazione dalla Nazionale A ghaneseper gli imminenti incontri per le qualificazioni CHAN 2022 e per la Coppa delle Nazioni WAFU 2021. Una settimana dopo ha ricevuto la sua prima convocazione nella squadra senior del Ghana in vista delle qualificazioni per la Coppa del Mondo FIFA 2022 contro Etiopia e Sudafrica. Era uno dei cinque giocatori militanti in Ghana a formare la squadra.

## Statistiche

### Presenze e reti nei club
Statistiche aggiornate al 31 ottobre 2023.
| Stagione             | Squadra              | Campionato           | Campionato | Campionato | Coppe nazionali | Coppe nazionali | Coppe nazionali | Coppe continentali | Coppe continentali | Coppe continentali | Altre coppe | Altre coppe | Altre coppe | Totale | Totale | Totale |
| Stagione             | Squadra              | Comp                 | Pres       | Reti       | Comp            | Pres            | Reti            | Comp               | Pres               | Reti               | Comp        | Pres        | Reti        | Pres   | Reti   |        |
| -------------------- | -------------------- | -------------------- | ---------- | ---------- | --------------- | --------------- | --------------- | ------------------ | ------------------ | ------------------ | ----------- | ----------- | ----------- | ------ | ------ | ------ |
| 2018-2019            | Rahimo               | PL                   | ?          | ?          |                 | -               | -               |                    | -                  | -                  |             | -           | -           | ?      | ?      |        |
| 2019-2020            | Hearts of Oak        | PL                   | 10         | 1          | CG              | 0               | 0               |                    | -                  | -                  |             | -           | -           | 10     | 1      |        |
| 2020-2021            | Hearts of Oak        | PL                   | 22         | 3          | CG              | 6               | 5               |                    | -                  | -                  |             | -           | -           | 28     | 8      |        |
| 2021-2022            | Hearts of Oak        | PL                   | 26         | 8          | CG              | 4               | 3               | CCL + CCC          | 3+2                | 0                  | SG          | 1           | 1           | 36     | 12     |        |
| 2022                 | Hearts of Oak        | PL                   | 4          | 1          | CG              | -               | -               | CCC                | 2                  | 0                  |             | -           | -           | 6      | 1      |        |
| Totale Hearts of Oak | Totale Hearts of Oak | Totale Hearts of Oak | 62         | 13         |                 | 10              | 8               |                    | 7                  | 0                  |             | -           | -           | 88     | 22     |        |
| gen.-giu. 2023       | Zurigo               | SL                   | 2          | 0          | CS              | -               | -               |                    | -                  | -                  |             | -           | -           | 2      | 0      |        |
| gen.-giu. 2023       | Zurigo II            | PL                   | 3          | 0          |                 | -               | -               |                    | -                  | -                  |             | -           | -           | 3      | 0      |        |
| 2023-2024            | Zurigo               | SL                   | 12         | 2          | CS              | 3               | 0               |                    | -                  | -                  |             | -           | -           | 15     | 2      |        |
| Totale Zurigo        | Totale Zurigo        | Totale Zurigo        | 14         | 2          |                 | 3               | 0               |                    | -                  | -                  |             | -           | -           | 17     | 2      |        |
| Totale carriera      | Totale carriera      | Totale carriera      | 78         | 15         |                 | 13              | 8               |                    | 7                  | 0                  |             | -           | -           | 98     | 23     |        |

### Cronologia presenze e reti in nazionale
| Cronologia completa delle presenze e delle reti in nazionale ― Ghana | Cronologia completa delle presenze e delle reti in nazionale ― Ghana | Cronologia completa delle presenze e delle reti in nazionale ― Ghana | Cronologia completa delle presenze e delle reti in nazionale ― Ghana | Cronologia completa delle presenze e delle reti in nazionale ― Ghana | Cronologia completa delle presenze e delle reti in nazionale ― Ghana | Cronologia completa delle presenze e delle reti in nazionale ― Ghana | Cronologia completa delle presenze e delle reti in nazionale ― Ghana |
| Data                                                                 | Città                                                                | In casa                                                              | Risultato                                                            | Ospiti                                                               | Competizione                                                         | Reti                                                                 | Note                                                                 |
| -------------------------------------------------------------------- | -------------------------------------------------------------------- | -------------------------------------------------------------------- | -------------------------------------------------------------------- | -------------------------------------------------------------------- | -------------------------------------------------------------------- | -------------------------------------------------------------------- | -------------------------------------------------------------------- |
| 10-6-2022                                                            | Kōbe                                                                 | Giappone                                                             | 4 – 1                                                                | Ghana                                                                | Amichevole                                                           | -                                                                    | 82’ 90’                                                              |
| 24-7-2022                                                            | Cape Coast                                                           | Ghana                                                                | 3 – 0                                                                | Benin                                                                | Qual. CHAN 2022                                                      | 1                                                                    |                                                                      |
| 30-7-2022                                                            | Cotonou                                                              | Benin                                                                | 0 – 1                                                                | Ghana                                                                | Qual. CHAN 2022                                                      | 1                                                                    |                                                                      |
| 28-8-2022                                                            | Cape Coast                                                           | Ghana                                                                | 2 – 0                                                                | Nigeria                                                              | Qual. CHAN 2022                                                      | 1                                                                    |                                                                      |
| 3-9-2022                                                             | Abuja                                                                | Nigeria                                                              | 2 – 0 dts (4 – 5 dtr)                                                | Ghana                                                                | Qual. CHAN 2022                                                      | -                                                                    |                                                                      |
| 27-9-2022                                                            | Lorca                                                                | Nicaragua                                                            | 0 – 1                                                                | Ghana                                                                | Amichevole                                                           | -                                                                    | 93’                                                                  |
| 17-11-2022                                                           | Abu Dhabi                                                            | Ghana                                                                | 2 – 0                                                                | Svizzera                                                             | Amichevole                                                           | -                                                                    | 62’                                                                  |
| 15-1-2023                                                            | Costantina                                                           | Madagascar                                                           | 2 – 1                                                                | Ghana                                                                | CHAN 2022 - 1º turno                                                 | -                                                                    |                                                                      |
| 19-1-2023                                                            | Costantina                                                           | Ghana                                                                | 3 – 1                                                                | Sudan                                                                | CHAN 2022 - 1º turno                                                 | 1                                                                    | , 90+7’                                                              |
| Totale                                                               |                                                                      | Presenze                                                             | 9                                                                    |                                                                      | Reti                                                                 | 4                                                                    |                                                                      |

## Palmarès

### Club

#### Competizioni nazionali
- Première Division (Burkina Faso): 1

Rahimo: 2018-2019
- Premier League (Ghana): 1

Hearts of Oak: 2020-2021
- Coppa di Ghana: 2

Hearts of Oak: 2021 2022
- Supercoppa di Ghana: 1

Hearts of Oak: 2022
- Coppa del Presidente : 2022[25]

### Nazionale
- Coppa delle nazioni africane Under-20: 1

Mauritania 2021
- Torneo WAFU Zona B U-20: 1

2020

### Individuale
- Calciatore dell'anno SWAG : 2021,[26] 2022[27]
- Capocannoniere della FA Cup ghanese : 2021
- Giocatore dell'anno della FA Cup ghanese : 2022